# No toquen a la nena
No toquen a la nena es una película argentina estrenada el 5 de agosto de 1976, dirigida por Juan José Jusid, con guion de Oscar Viale y Jorge Goldemberg. Protagonizada por Luis Politti y María Vaner. Coprotagonizada por Norma Aleandro, Lautaro Murúa, Julio De Grazia y Oscar Viale. También, contó con las actuaciones especiales de Pepe Soriano, Pierina Dealessi y Chunchuna Villafañe. Y las presentaciones de Patricia Calderón, Julio Chávez, Gustavo Rey y Cecilia Roth. Entre el plantel de los extras, la película cuenta con la participación de una ignota Cecilia Roth. Al ser estrenada en Argentina muchos de sus actores se encontraban en el exilio ante la inestabilidad del gobierno peronista de Isabel Martínez de Perón y el consecuente Gobierno Cívico Militar que se mantuvo en el poder desde 1976 a 1983.
La película cuenta con un reparto de grandes actores del cine argentino, incluyendo el primer protagónico de Julio Chávez. En el equipo técnico actuaron Adolfo Aristarain, como ayudante de dirección, y Juan Carlos Desanzo en fotografía, que luego serían destacados directores del cine argentino.

## Sinopsis
La película cuenta en tono de comedia costumbrista, las reacciones de jóvenes y adultos ante el embarazo de una adolescente.
Patricia (Patricia Calderón) es una bella adolescente de 17 años que ha quedado embarazada y, en su desesperación entablado amistad con un amigo de su hermano hippie, Willy (Julio Chávez), en quien encuentra apoyo y comprensión. Al enterarse su padre (Luis Politti), clásico argentino de clase media acomodada, primero golpea duramente a Willy, creyéndolo el padre, y luego busca casarlo con su hija para "salvar las apariencias".

## Reparto
- Luis Politti	... 	Augusto
- María Vaner	... 	Haydée
- Norma Aleandro	... 	Andrea
- Lautaro Murúa	... 	Horacio
- Pepe Soriano      ...     Severino Di Filippi "El Nono"
- Julio De Grazia	... 	Bambi
- Pierina Dealessi	... 	La Mamma
- Gustavo Rey	... 	Javier
- Julio Chávez      ...     Willy
- Cecilia Roth	... 	Cecilia
- Patricia Calderón	... 	Patricia
- Alberto Busaid	... 	Nacho
- Lidia Catalano	... 	Dorita
- Claudio Lucero	... 	Capataz
- Patricio Contreras	... 	Peón
- Juan Manuel Tenuta	... 	Funes
- Aldo Marinelli	... 	El Médico
- Chunchuna Villafañe	... 	La Mercedes
- Nora Renzi (seudónimo de Nora Schissi)	... 	Flequillo
- Oscar Viale	... 	Porta
- Atilio Polverini
- Divina Gloria
- Gonzalo Urtizberea